# Тонку (Кванджу)
 Тонку (кор. 동구) — административный район города-метрополии Кванджу в Республике Корея.

## История

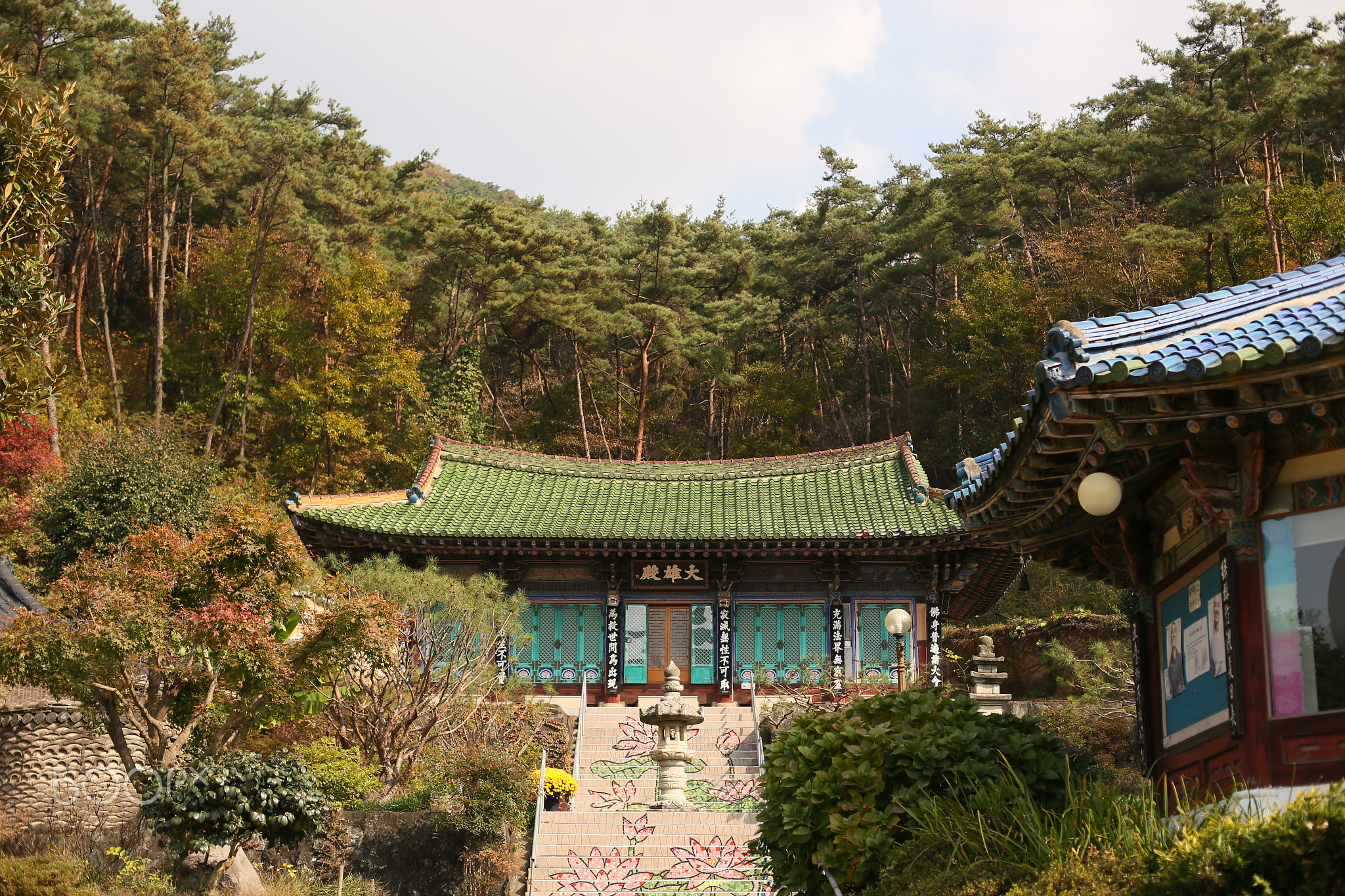
Склон горы Мудынг

Тонку был создан путем объединения центральной, восточной и северной районов города Кванджу 1 июля 1973 года. 1 мая 1988 года был преобразован в административный район.

## Описание
Административный район  расположен в юго-восточной части города Кванджу. Он граничит Пукку на севере, Намку на юго-западе, Соку на западе, провинциями Хвасунгун на юге и Чолла-Намдо и юго-востоке. Площадь Тонку составляет 48,87 км². В 2021 году его население составило 103 470 человек. 
Административный район Тон-гу состоит из  34 юридического округа и управляющих ими 13 административных округов.
Гора Мудынг является достопримечательностью района. Её высота составляет 1187 м над уровнем моря. Гора и прилегающая к ней территория вошли в состав национального парка, который был создан в 2012 году. Современное искусство представлено на улице Искусств, первой в своем роде в Южной Корее. Здесь расположены Азиатский культурный центр и Международный общественный центр Кванджу.

## Галерея

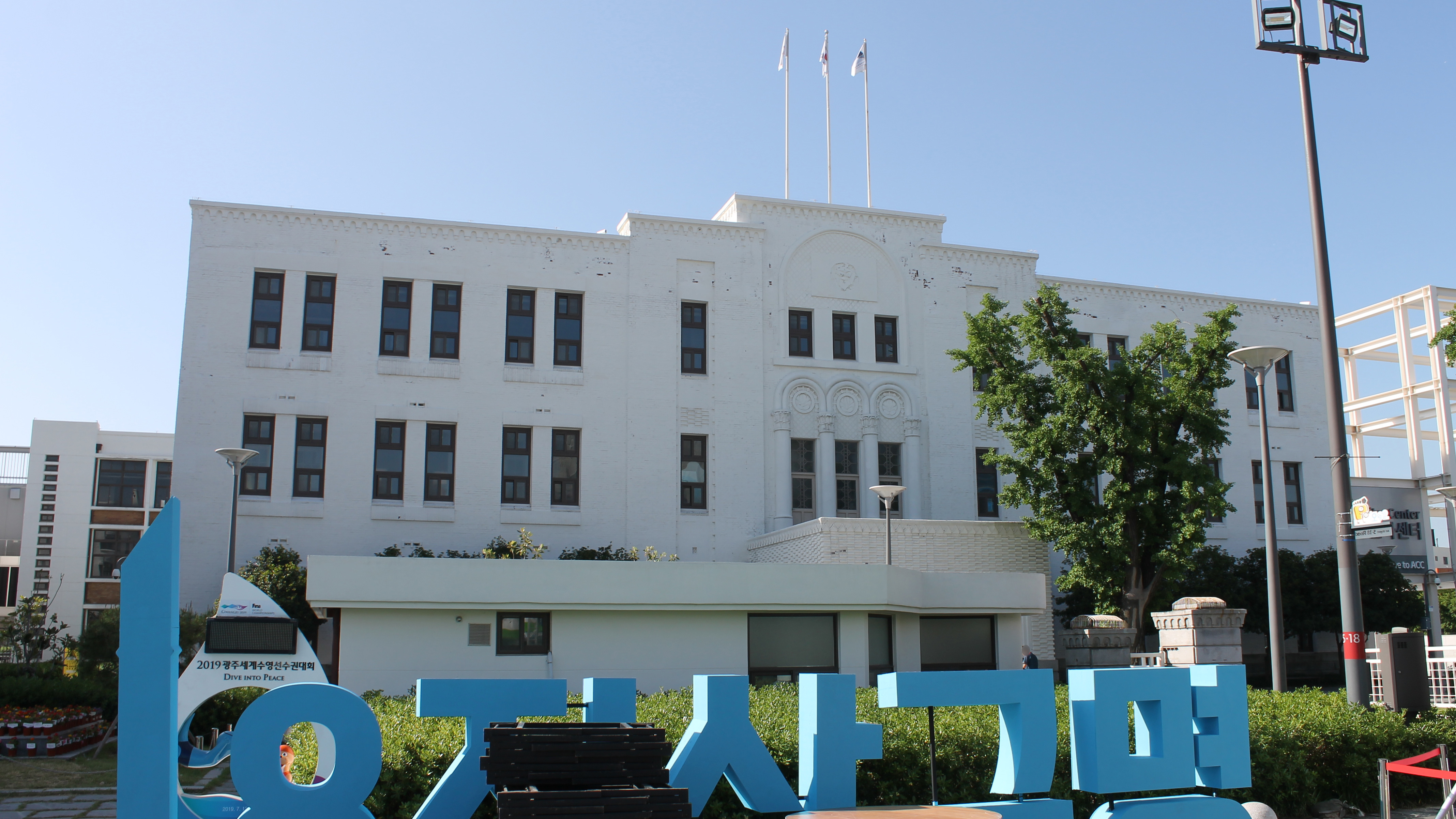
Главное здание правительства провинции Чолла-Намдо
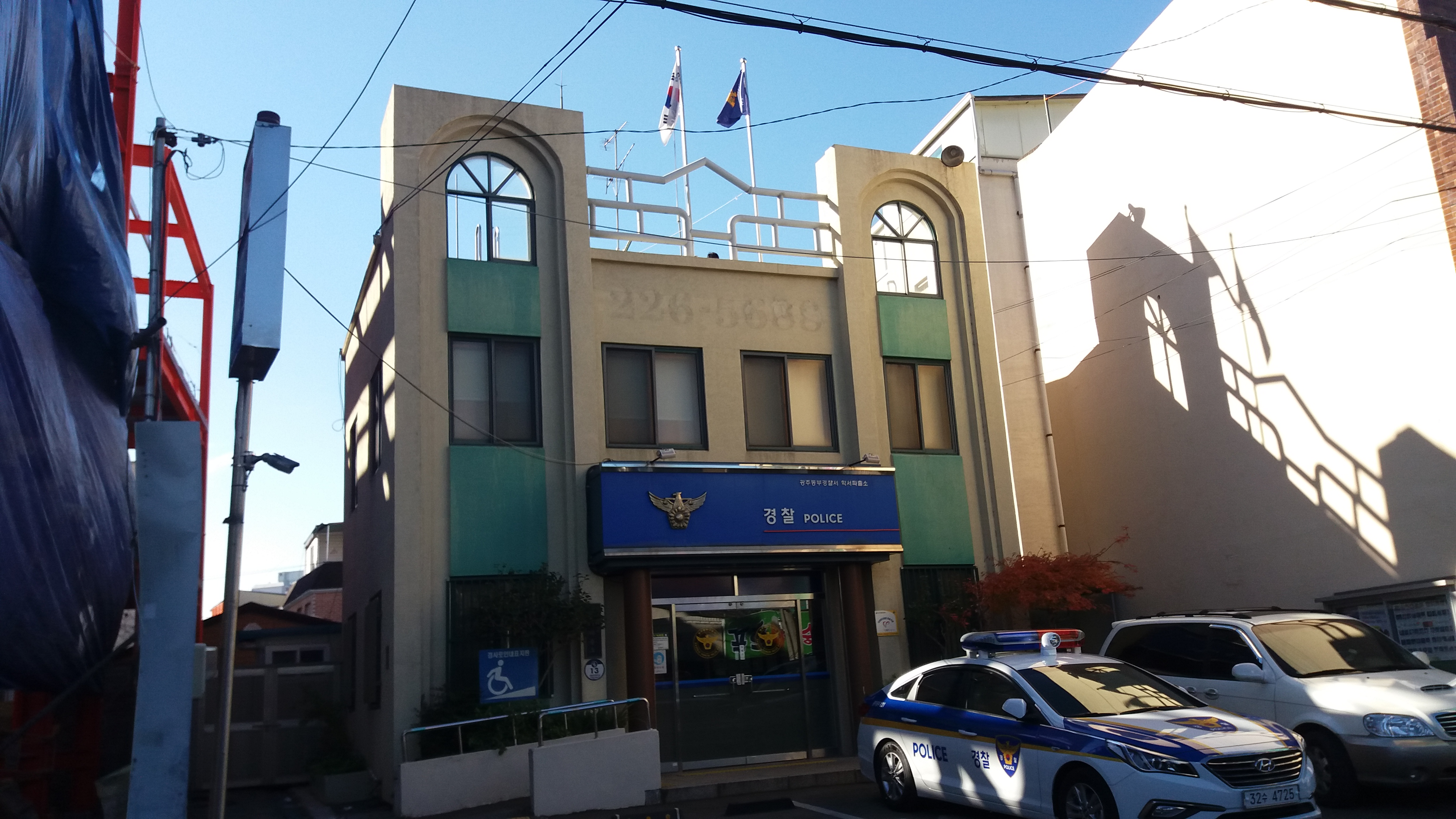
Отделение полиции в Тонку
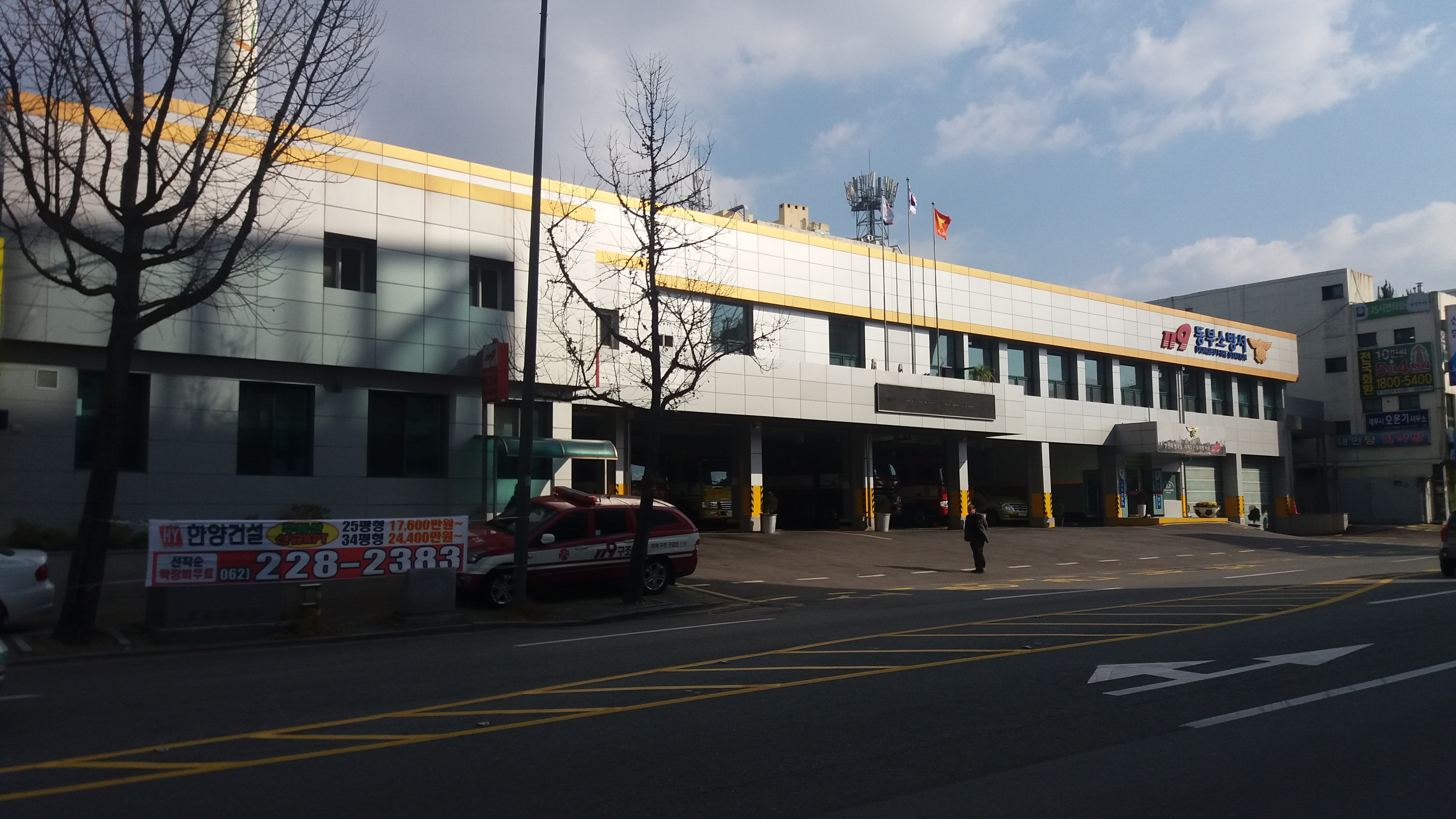
Пожарная станция в Тонку
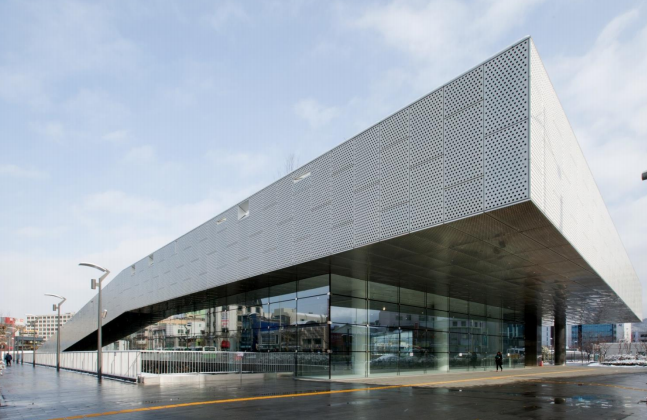
Азиатский культурный центр
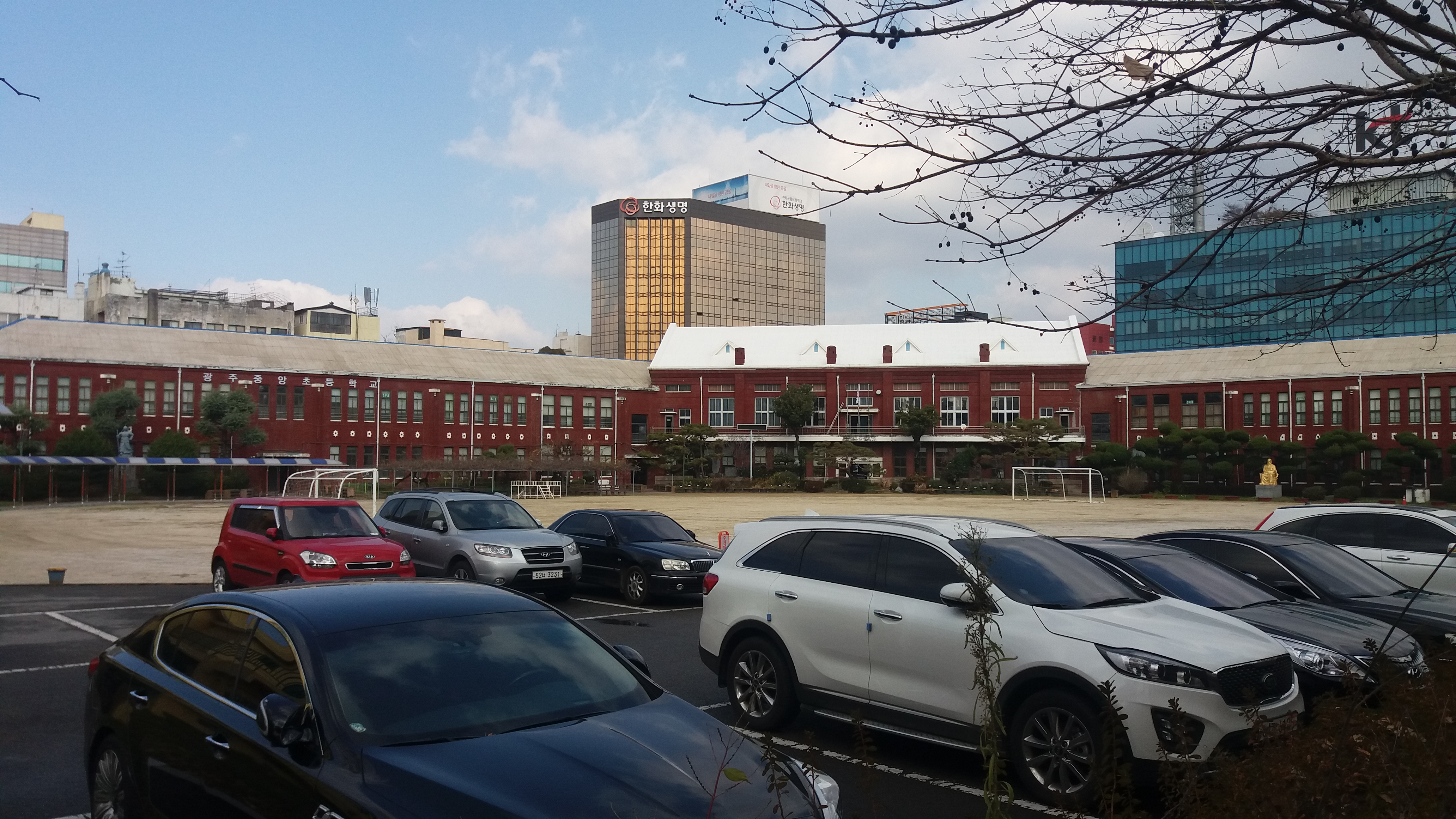
Начальная школа в Тонку
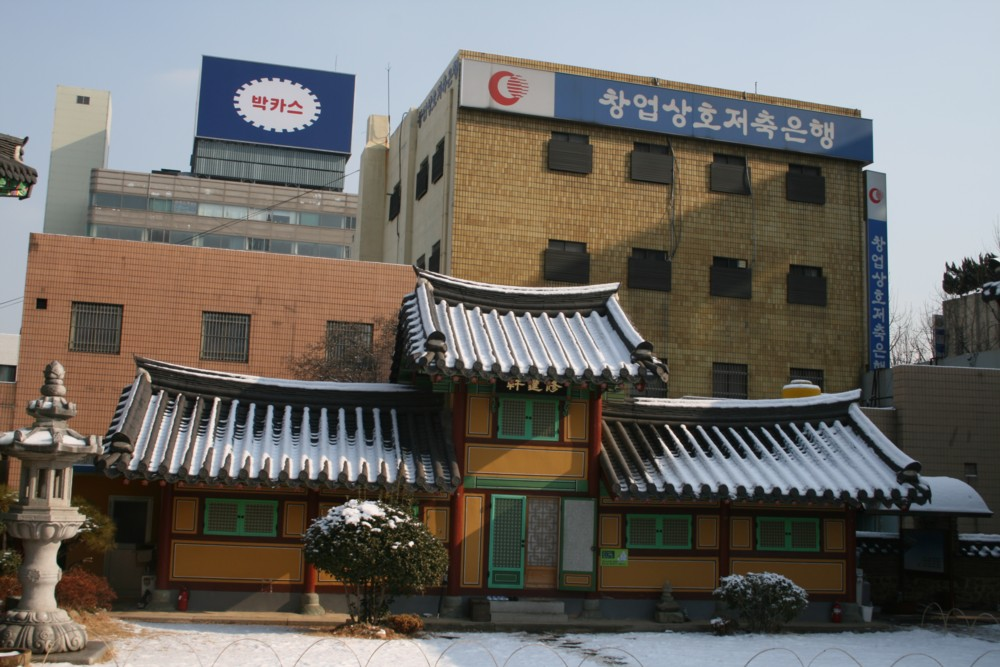
Храм Вонгак